# Женско братство
„Женско братство“ (на английски: The Sisterhood of the Traveling Pants) е щатска трагикомедия от 2005 г. на режисьора Кен Куапис, по сценарий на Делия Ефрон и Елизабет Чандлър, адаптация на едноименния роман на Ан Брашарес. Във филма участват Америка Ферера, Амбър Тамблин, Блейк Лайвли и Алексис Бледел.
Филмът е пуснат по кината в САЩ на 1 юни 2005 г. от Уорнър Брос Пикчърс. Продължението „Женско братство 2“ излиза на 6 август 2008 г., а трети филм от поредицата е в процес на разработка. Музикалната адаптация, базиран на филма, е също в разработка.